# Wanna (programma televisivo)
Wanna è un programma televisivo documentario del 2022 che racconta la vita, la carriera televisiva e le truffe di Wanna Marchi e della figlia Stefania Nobile.
È stato pubblicato su Netflix in quattro puntate il 21 settembre 2022, ricevendo nel successivo mese di maggio 2023 una candidatura ai Nastri d'argento nella categoria "docuserie".

## Trama
Wanna Marchi è stata per quasi vent'anni la televenditrice più famosa della tv privata in Italia. Il suo stile aggressivo, con cui si rivolgeva agli spettatori, era il marchio di fabbrica degli show in cui proponeva prodotti per il benessere personale come le famose "creme dimagranti". Per tutti gli anni '80 la sua immagine e i suoi prodotti impazzano, rendendola molto ricca e famosa, insieme al suo unico e vero braccio destro, la figlia Stefania Nobile. Le due passano dal successo alla clamorosa caduta finanziaria all'inizio degli anni '90, quando "l’impero" di Wanna si sgretola e le scaraventa quasi sul lastrico, costringendole a ripartire da zero, fino all'arresto all'inizio degli anni 2000.

## Puntate
| N° | Titolo        | Durata (minuti) |
| -- | ------------- | --------------- |
| 1  | Scioglipancia | 47:00           |
| 2  | Diavoli       | 47:00           |
| 3  | Mago          | 46:00           |
| 4  | Cattive       | 52:00           |

## Riconoscimenti
- 2023 – Nastro d'argento
  - Candidatura alla miglior docuserie[3]